# Calliano Monferrato

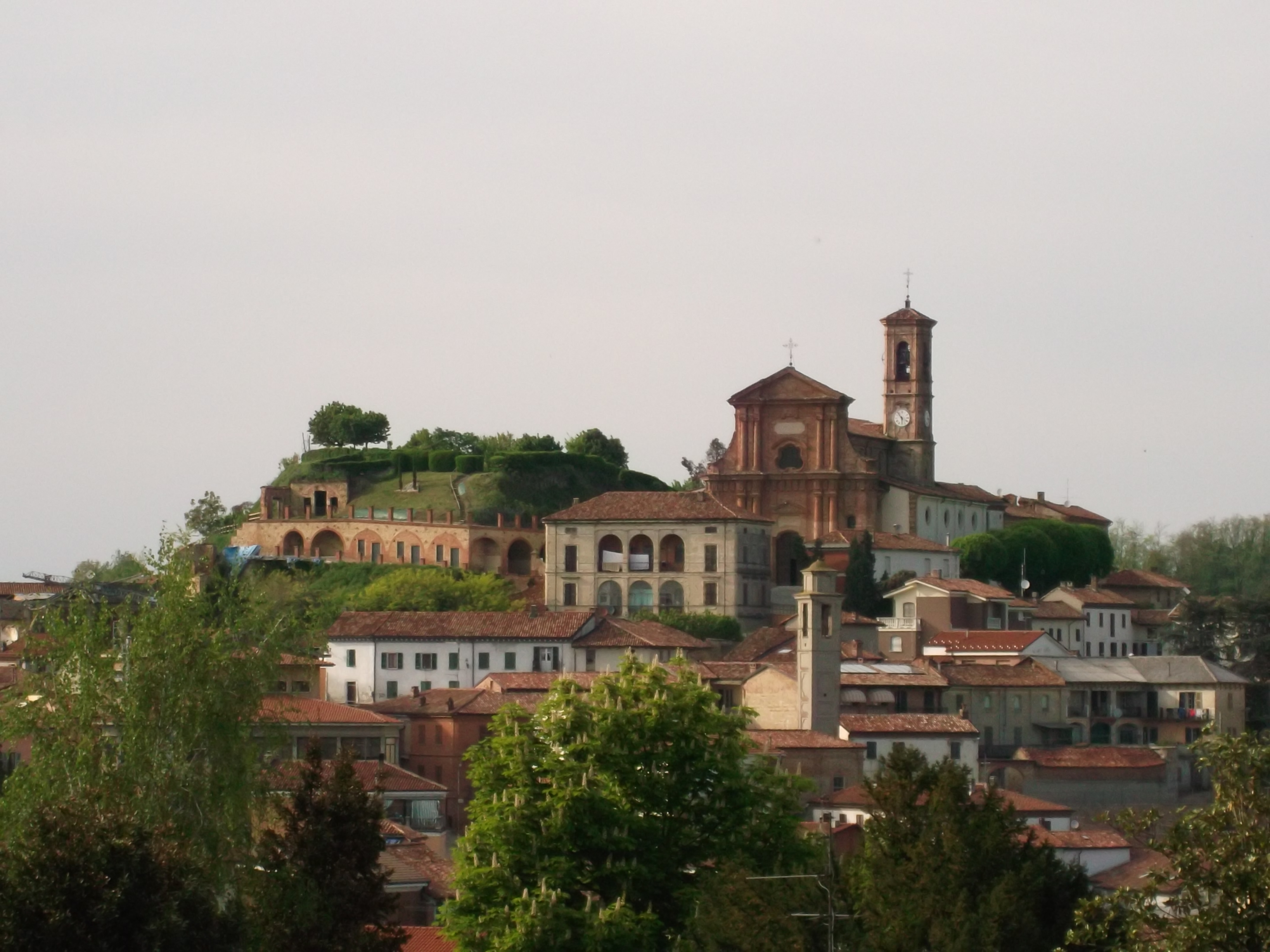
Panorama

Calliano Monferrato ist eine italienische Gemeinde (comune)  Calliano Monferra in der Provinz Asti, Region Piemont. Bis August 2022 hieß die Gemeinde nur Calliano.

## Lage und Einwohner
Calliano Monferrato liegt in Luftlinie knapp 13 km nordöstlich der Provinzhauptstadt Asti auf 258 m s.l.m. in der Hügellandschaft des Monferrato. Zur 17,44 km² großen Gemeinde gehören auch die Fraktionen Montarsone, Perrona und San Desiderio. Die Gesamtgemeinde hat 1212 (Stand 31. Dezember 2023) Einwohner.
Die Nachbargemeinden sind Alfiano Natta, Asti, Castagnole Monferrato, Castell’Alfero, Grana Monferrato, Penango, Portacomaro, Scurzolengo und Tonco.

## Partnergemeinden
- Calliano
- Callian

## Kulinarische Spezialitäten
In Calliano Monferrato werden Reben der Sorte Barbera für den Barbera d’Asti, einen Rotwein mit DOCG Status angebaut.